# Daniela Inchausti
Daniela Inchausti (ur. 3 kwietnia 1978) – argentyńska lekkoatletka, tyczkarka.

## Osiągnięcia
| Rok  | Impreza                         | Miejsce      | Lokata     | Wynik |
| ---- | ------------------------------- | ------------ | ---------- | ----- |
| 2009 | Mistrzostwa Ameryki Południowej | Lima         | 6. miejsce | 3,90  |
| 2010 | Mistrzostwa ibero-amerykańskie  | San Fernando | 6. miejsce | 3,90  |
| 2011 | Mistrzostwa Ameryki Południowej | Buenos Aires | 4. miejsce | 3,90  |
| 2011 | Igrzyska panamerykańskie        | Guadalajara  | 9. miejsce | 4,00  |

Medalistka mistrzostw Argentyny (w tym złoto w 2008 i 2012).

## Rekordy życiowe
- Skok o tyczce – 4,10 (2011 i 2012)